# شباب مجنون جدا (فلم)
شباب مجنون جداً  هو فيلم كوميدي مصري من إنتاج سنة 1967.

## قصة الفيلم
مديحة (سعاد حسني) طالبة بمعهد التمثيل تتنكر في زي شاب لتعمل في الفرقة الموسيقية التي كونها أخوتها الثلاثة (سمير، والضيف، وجورج). تتعقد الأمور عندما تقع هدى ابنة صاحب الملهى في حب ذلك الشاب، وتزداد تعقيداً عندما يطلب منها والد الفتاة (في شخصيتها الحقيقية) أن تثير غيرة زوجته، بتمثيلها دور الزوجة الجديدة، وبدور الزوجة هذا تثير إغاظة شقيق هدى الذي كان قد سخر سابقاً منها، ومن عواطفها.

## طاقم التمثيل
- سعاد حسني
- أحمد رمزي
- ثلاثي أضواء المسرح
  - سمير غانم
  - جورج سيدهم
  - الضيف أحمد
- أمين الهنيدي
- ميمي شكيب
- سمير صبري
- هدى فريد
- شاهيناز
- إبراهيم زادة
- نوال فهمي
- أحمد نبيل
- أنور الخوام
- على لوز
- آمال سامي

## روابط خارجية
- شباب مجنون جدا على موقع قاعدة بيانات الأفلام العربية
- شباب مجنون جداً على الدهليز